# Keystone Aircraft
La Keystone Aircraft Corporation fu un'azienda pionieristica nella produzione di aerei. Ebbe sede a Bristol, Pennsylvania ma era nata come Ogdensburg Aeroway Corp nel 1920 a Ogdensburg nello stato di New York, per iniziativa di Thomas Huff e di Elliot Daland.
Il suo nome fu cambiato dapprima in Huff-Daland Aero Corp e nel 1925 in Huff-Daland Aero Company con la sede che diventò, appunto, Bristol, in Pennsylvania.
L'azienda si fece conoscere in un primo tempo per la produzione di aerei per uso agricolo poi per i primi bombardieri per la United States Army Air Corps. 
Dal 1924 al 1925 il capo progettista fu James Smith McDonnell in seguito fondatore della McDonnell Aircraft Corporation.
Nel 1926, Huff lasciò l'azienda che fu presto acquistata dalla Hayden, Stone & Co., che aumentò il capitale fino a 1 milione di dollari dell'epoca e la ribattezzò Keystone. 
Nel 1928, la ditta si fuse con la Loening e divenne Keystone-Loening. 
Nel 1929, fu acquisita dalla Curtiss-Wright e la Keystone divenne una divisione produttiva della Curtiss-Wright cessando la produzione con il proprio nome nel 1932.
Nel 1927 il tenente commodoro Noel Davis e il tenente Stanton H. Wooster morirono sul loro Keystone Pathfinder soprannominato American Legion durante un volo di prova, solo pochi giorni prima di tentare un volo transatlantico per competere per il Premio Orteig.

## Aerei prodotti

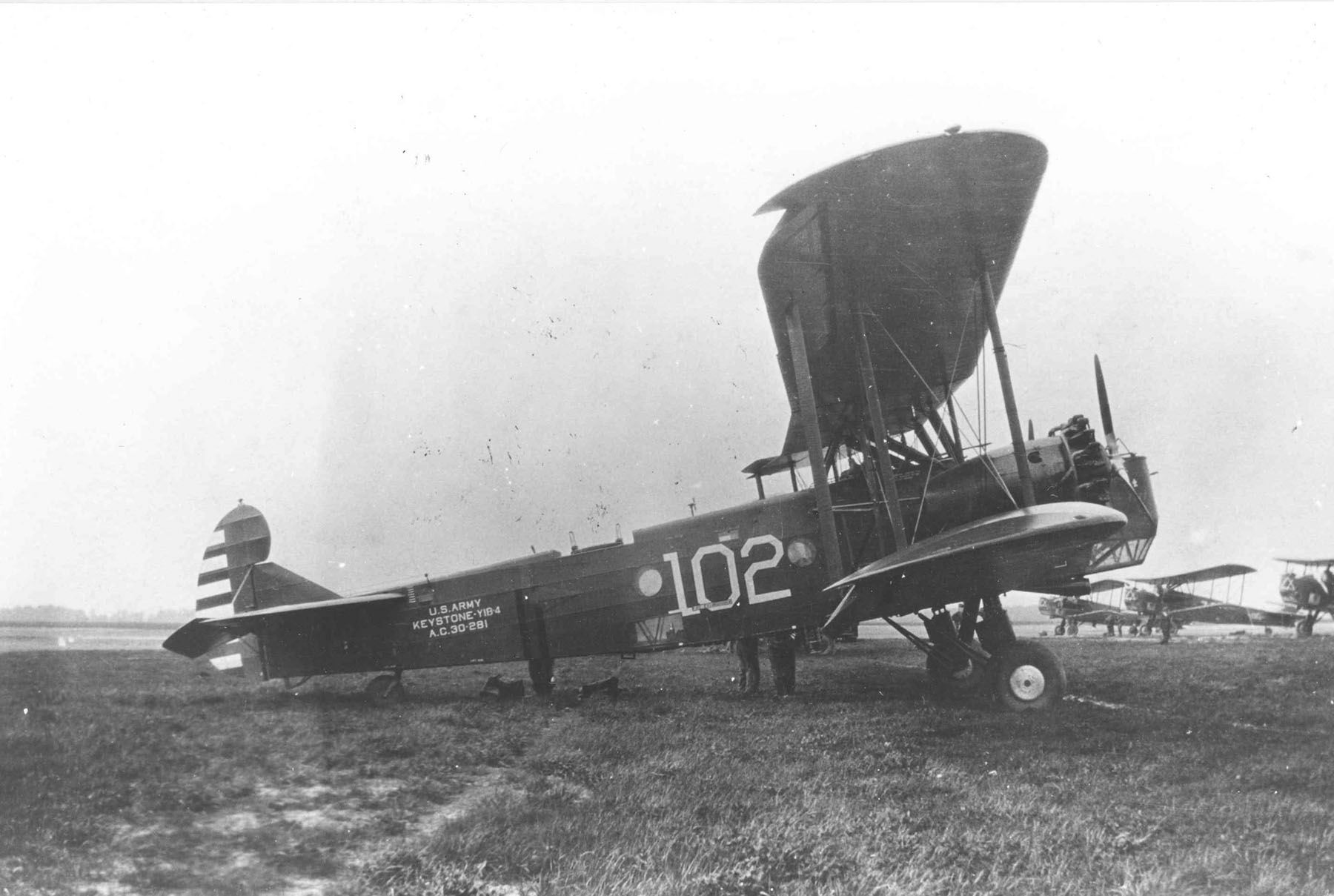
Keystone Y1B-4.

- Huff-Daland TA-6, TW-5, AT-1, AT-2: biplano da osservazione e addestramento (1923-1925).
- Huff-Daland XB-1: biplano bimotore, bombardiere sperimentale (1927).
- Keystone PK-1: idrovolante, modello prodotto su licenza del PN-12
- Keystone LB-5A/LB-6/LB-7: serie di biplani bimotori leggeri prodotti in 60 esemplari tra il 1927 e il 1929.
- Keystone B-3A/B-4A/B-5A/B-6A: serie di bombardieri bimotori biplani prodotti in 127 esemplari tra il 1930 e il 1933.1
- Keystone K-47 Pathfinder: biplano trimotore (1927).
- Keystone K-55 Pronto (1928).
- Keystone-Loening K-84 Commuter:  biplano monomotore anfibio (1929).
- Keystone-Loening K-85 Air Yacht: biplano monomotore anfibio (1929).
- Keystone NK: biplano da addestramento per la marina (1928).
- Keystone PK: biplano bimotore anfibio (1930).